# Wagons-lits con omicidi
Wagons lits con omicidi (Silver Streak) è un film del 1976 diretto da Arthur Hiller.

## Trama
George Caldwell è un viaggiatore di Los Angeles a bordo di un treno diretto a Chicago. La durata del viaggio è di tre giorni e tre notti in cui la sua vita, e quella degli altri occupanti, sarà stravolta da una serie di imprevisti. Per amore improvviso di una attraente segretaria incontrata per caso a bordo del treno, scoprirà che una sciocca scappatella può in realtà portare a sviluppi inimmaginabili. Troverà aiuto in uno strampalato ma attendibile delinquente con cui concluderà la folle corsa nella stazione centrale di Chicago a bordo del treno lanciato a tutta velocità.

## Produzione
A posteriori Colin Higgins rivelò che il ruolo del protagonista era stato scritto per George Segal. Inoltre dichiarò che i produttori non volevano Richard Pryor nel cast in quanto egli aveva recentemente recitato in The Bingo Long Traveling All-Stars & Motor Kings, film del quale aveva funestato la lavorazione con le sue intemperanze; e come la produzione arrivò a considerare di scritturare un altro attore di colore come comprimario. Tuttavia, Pryor si rivelò molto professionale durante le riprese.
Il film fu la prima collaborazione tra Gene Wilder e Richard Pryor. Pryor era stato la prima scelta per il personaggio di "Bart" in Mezzogiorno e mezzo di fuoco di Mel Brooks prima di essere sostituito da Cleavon Little, e al film aveva preso parte anche Wilder. Successivamente i due formarono un'affiatata coppia comica che apparve nei film Nessuno ci può fermare, Non guardarmi: non ti sento, e Non dirmelo... non ci credo.
Anche se ambientato negli Stati Uniti sulla fittizia linea ferroviaria "AMRoad" (vagamente ispirata alla Amtrak), Wagons-lits con omicidi venne girato principalmente in Canada (con l'eccezione delle riprese eseguite alla Union Station di Los Angeles). Tutti gli esterni del treno furono filmati sulla Canadian Pacific Railway a Alyth Yard, Calgary, Alberta, e Toronto; la Amtrak aveva rifiutato di partecipare al progetto a causa della scena finale dove il treno irrompe senza controllo nella stazione di Chicago schiantandosi, ritenuta "sconveniente".
La scena con il biplano de Havilland DH.82 Tiger Moth che sorvola il treno in corsa venne girata nella periferia sud di Alberta. Nella scena si vede una vecchia signora che pilota l'aereo; in realtà si trattava di un uomo, lo stesso proprietario dell'aereo.
Il personaggio Rease è interpretato dall'attore Richard Kiel, lo stesso che interpreterà Squalo nei film di James Bond.

## Riconoscimenti
Il film ha ricevuto una candidatura ai Premi Oscar 1977 per il miglior sonoro e una candidatura ai Golden Globe 1977 per il miglior attore in un film commedia o musicale a Gene Wilder.
Nel 2000 l'American Film Institute l'ha inserito al 95º posto della classifica delle cento migliori commedie americane di tutti i tempi.